# Жыланды (Шетский район)
Жыланды (каз. Жыланды) — село в Шетском районе Карагандинской области Казахстана. Входит в состав Коктенкольского сельского округа. Код КАТО — 356461300.

## Население
В 1999 году население села составляло 133 человека (70 мужчин и 63 женщины). По данным переписи 2009 года, в селе проживали 103 человека (57 мужчин и 46 женщин).